# Campeonato Nacional da III Divisão de Andebol
O Campeonato Nacional da III Divisão é o quarto escalão do andebol masculino português, sendo uma competição profissional de andebol em Portugal.
A partir da época de 2023–24 a competição que era de 3º nível passou a ocupar o 4º escalão da competição de Andebol com a introdução de um novo patamar chamado de Divisão de Honra. Com a introdução da Divisão de Honra o 1º e 2º classificado da Terceira Divisão sobem para a Segunda Divisão.

## Campeões
| Campeonato Nacional da III Divisão                                          | Campeonato Nacional da III Divisão | Campeonato Nacional da III Divisão | Campeonato Nacional da III Divisão |
| Época                                                                       | Campeão                            |                                    | 3º lugar                           |
| --------------------------------------------------------------------------- | ---------------------------------- | ---------------------------------- | ---------------------------------- |
| 2024–25                                                                     |                                    |                                    |                                    |
| 2023–24                                                                     | AD Carvalhos                       | CSS Pinhal Frades                  | CSS Pinhal Frades                  |
| Terceira Divisão passa a ser o 4º escalão com a criação da Divisão de Honra |                                    |                                    |                                    |
| 2022–23                                                                     | FC Gaia B                          | SIR 1.º de Maio                    | Esfera Andebol                     |
| 2021–22                                                                     | Gondomar Cultural                  | LX50 Handball                      | Naval Setubalense                  |
| 2020–21                                                                     | Vitória SC                         | AA Avanca B                        | Os Belenenses B                    |
| 2019–20                                                                     | Não finalizada                     | Não finalizada                     | Não finalizada                     |
| 2018–19                                                                     | Estarreja AC (2)                   | Sporting CP B                      | Marítimo SC                        |
| 2017–18                                                                     | Modicus Sandim                     | Lagoa AC                           | Marítimo SC                        |
| 2016–17                                                                     | CF Sassoeiros                      |                                    |                                    |
| 2015–16                                                                     | AD Albicastrense                   |                                    |                                    |
| 2014–15                                                                     | Estarreja AC                       |                                    |                                    |
| 2013–14                                                                     | Arsenal da Devesa                  |                                    |                                    |
| 2012–13                                                                     | SL Benfica B                       |                                    |                                    |
| 2011–12                                                                     | Boa-Hora FC (2)                    |                                    |                                    |
| 2010–11                                                                     | FC Infesta                         |                                    |                                    |
| 2009–10                                                                     | Vitória de Setúbal                 |                                    |                                    |
| 2008–09                                                                     | CD Paço Arcos                      |                                    |                                    |
| 2007–08                                                                     | CCR Alto Moinho                    |                                    |                                    |
| 2006–07                                                                     | Évora AC                           |                                    |                                    |
| 2005–06                                                                     | AC Sismaria                        |                                    |                                    |
| 2004–05                                                                     | Empregados Comércio                |                                    |                                    |
| 2003–04                                                                     | Callidas Clube                     |                                    |                                    |
| 2002–03                                                                     | CDE Camões                         |                                    |                                    |
| 2001–02                                                                     | AD Sanjoanense                     |                                    |                                    |
| 2000–01                                                                     | Académico FC (2)                   |                                    |                                    |
| 1999–00                                                                     | Olivais e Moscavide                |                                    |                                    |
| 1998–99                                                                     | Ílhavo AC                          |                                    |                                    |
| 1997–98                                                                     | CCR Fermentões (2)                 |                                    |                                    |
| 1996–97                                                                     | Quintajense FC                     |                                    |                                    |
| 1995–96                                                                     | Águas Santas                       |                                    |                                    |
| 1994–95                                                                     | Juve Lis                           |                                    |                                    |
| 1993–94                                                                     | Ginásio Odivelas                   |                                    |                                    |
| 1992–93                                                                     | CCR Fermentões                     |                                    |                                    |
| 1991–92                                                                     | FC Maia                            |                                    |                                    |
| 1990–91                                                                     | Académico FC                       |                                    |                                    |
| 1989–90                                                                     | Estrelas da Avenida                |                                    |                                    |
| 1988–89                                                                     | Ginásio do Sul                     |                                    |                                    |
| 1987–88                                                                     | AD Fafe                            |                                    |                                    |
| 1986–87                                                                     | GS Loures                          |                                    |                                    |
| 1985–86                                                                     | FC Gaia                            |                                    |                                    |
| 1984–85                                                                     | Império Cruzeiro                   |                                    |                                    |
| 1983–84                                                                     | Clube TAP                          |                                    |                                    |
| 1982–83                                                                     | Boa-Hora FC                        |                                    |                                    |
| 1981–82                                                                     | Liceu Pedro Nunes                  |                                    |                                    |
| 1980–81                                                                     | Salgueiros                         |                                    |                                    |
| 1979–80                                                                     | Dramático Cascais (2)              |                                    |                                    |
| 1978–79                                                                     | Dramático Cascais                  |                                    |                                    |